# Ambasada Rzeczypospolitej Polskiej w Republice Greckiej z siedzibą w Atenach
Ambasada Rzeczypospolitej Polskiej w Republice Greckiej z siedzibą w Atenach (gr. Πολωνική Πρεσβεία στην Ελλάδα) – polska placówka dyplomatyczna w stolicy Grecji.

## Podział organizacyjny
- Wydział Polityczno-Ekonomiczny (gr. Τμήμα Πολιτικών και Οικονομικών)
- Biuro Attaché Wojskowego (gr. Στρατιωτικό Γραφείο Ακολούθου)
- Wydział Konsularny (gr. Προξενικό τμήμα), ul. Kamelion 21 (οδός Καμελίων 21), Paleo Psychiko 154-52
- Referat Administracyjno-Finansowy

## Siedziba
W okresie międzywojennym w Atenach funkcjonowało Poselstwo RP (1919–1941). Ponownie pracę polskiego przedstawicielstwa dyplomatycznego reaktywowano w 1945, podnosząc je do rangi ambasady w 1963.